# Vroue Kirke
Vroue Kirke i landsbyen Vroue er bygget omkring 1100-tallet.  på en forhøjning (27 m over havet). Det er en klassisk dansk, hvidkalket kirke, som består af skib, kor og apsis fra romansk tid samt våbenhus og tårn fra sengotisk tid